# Valinox Nucléaire
Valinox Nucléaire était une filiale (à 100 %) du Groupe Vallourec. Elle produit dans l'usine de Montbard (Côte-d'Or) des tubes spéciaux en inox ou alliages de nickel (1 mm d'épaisseur), cintrés ou non pour l'industrie nucléaire (générateur de vapeur notamment). L'entreprise est leader dans son domaine selon Vallourec, avec la construction de plus de 400 générateurs de vapeur utilisés dans plus d'une centaine de centrales nucléaires.
L'entreprise fait partie d'un pôle de compétitivité dénommé Pôle Nucléaire Bourgogne (PNB) qui regroupe depuis juillet 2005 160 entreprises, laboratoires et instituts de formation. Ce pôle est présidé par Gérard Kottmann, ancien Directeur Général de Valinox Nucléaire.
L'entreprise a été acquise par Framatome le 1er juin 2021 en tant que filiale, puis le 1er décembre 2022, elle est devenue établissement de Framatome à part entière et se nomme dorénavant "Framatome Montbard".

## Produits
Ce sont des tubes et éléments de chaudronnerie industrielle destinées aux centrales nucléaires de type PLWR ou PGWR, à eau pressurisée.

## Histoire
- 1974 : Ouverture de l'usine et première livraison de faisceaux de tubes pour générateur de vapeur.
- 2011 : Début de délocalisation en Asie avec première pose de la première pierre d'une nouvelle unité Valinox Nucléaire de production de tubes, à Nansha (dans la province de Guangzhou en Chine) pour y produire des tubes de générateur de vapeur[6] ; le coût annoncé de l'investissement était en 2010 de 55 millions d'euros[7] pour porter la capacité globale à près de 7 000 km de tuyaux/an [7] ;
- 2013 : (6 juin) Valinox Nucléaire inaugure sa nouvelle usine chinoise[6].
- 2021 : Framatome acquiert Valinox Nucléaire[8],[9]. La filiale se nomme temporairement Tubes Nucléaires Montbard SAS en attendant son intégration totale prévue en 2022-2023.
- 2022 : (1er décembre) Le site intègre Framatome en tant qu'établissement. Sa raison sociale devient Framatome Montbard.